# Esercito imperiale etiopico
L'esercito imperiale etiopico era la principale forza di guerra terrestre dell'Impero etiope ed aveva armi navale ed aeronautica nel XX secolo. L'organizzazione è esistita in molteplici forme nel corso della storia dell'Impero etiope dalla sua fondazione nel 1270 da parte dell'imperatore Yekuno Amlak, fino al rovesciamento della monarchia e dell'imperatore Hailé Selassié nel 1974 da parte di membri dell'esercito etiope. A causa della posizione del paese lungo molteplici rotte commerciali e del suo mantenimento dell'indipendenza contro molteplici invasioni islamiche e colonialiste, esse hanno portato a molteplici conflitti contro numerosi paesi importanti tra cui ottomani, egiziani, britannici e italiani.
Il contatto europeo con gli etiopi negli anni 1500 portò le prime armi da fuoco nel paese, anche se i tentativi di armare l'esercito imperiale con armi da fuoco non avvennero fino all'inizio degli anni 1800. Gli etiopi tentarono di sviluppare internamente armi moderne, ma dopo che una spedizione britannica nel paese provocò la morte di un imperatore e una sconfitta etiope, l'impero aumentò la sua importazione di armi. Anche il metodo di formazione di un esercito nazionale è stato modificato negli anni 1800 con l'istituzione di un esercito campale permanente centralizzato.
A differenza della maggior parte degli eserciti non europei, l'esercito etiope è stato in grado di modernizzarsi con successo alla fine del XIX secolo e ha salvato il paese dal colonialismo europeo fino ad un'altra invasione italiana negli anni '30. Dopo aver riconquistato l'indipendenza nel 1941, l'esercito ha visto massicci programmi di modernizzazione sotto la guida di britannici e americani e ha svolto ruoli minori nei conflitti internazionali fino a quando i conflitti interni hanno deviato la politica estera dell'Etiopia.

## Storia

### Pre-modernizzazione
Nel 1306, gli inviati diplomatici dall'Etiopia arrivarono a Roma in cerca di relazioni diplomatiche. Nel 1488, Bartolomeo Diaz completò la prima elusione del continente africano raggiungendo l'India e aprendo le relazioni tra i portoghesi e diversi paesi africani, inclusa l'Etiopia. Nel 1488, i diplomatici etiopi arrivarono a Lisbona, in Portogallo e i missionari gesuiti arrivarono in Etiopia dove rimasero fino alla loro espulsione da parte dell'imperatore Fasilide nel 1632.
Il 9 aprile 1520, un'ambasciata portoghese guidata dagli ambasciatori Dom Rodrigo de Lima e Mateus, e comprendente il missionario Francisco Álvares, arrivò a Massaua per negoziare con l'imperatore Dawit II la possibilità di un'alleanza contro i paesi musulmani. Il 21 febbraio 1543, i portoghesi aiutarono gli etiopi a sconfiggere il sultanato di Adal nella battaglia di Wayna Daga che pose fine ai quattordici anni di guerra tra Etiopia e Adal.
Nel 1557, l'Impero ottomano invase l'Etiopia e conquistò Massaua e altre aree lungo la costa del Mar Rosso. Gli ottomani sarebbero rimasti nell'area fino al 1863, quando Isma'il Pascià divenne il governatore dell'Eyalet d'Egitto e dichiarò un chedivato che venne poi riconosciuto nel 1867. Nel 1875, Isma'il aveva ampliato il suo controllo a Berbera e ad Harar durante la guerra egizio-etiope, ma in seguito alla sua deposizione da parte degli inglesi e alla vittoria etiope nella guerra le aree vennero restituite al loro controllo. Nel 1884, il Bogos in Eritrea venne restituito agli etiopi attraverso la liquidazione dell'Egitto da parte degli inglesi e Harar venne conquistata da Menelik II nel 1886.
Nel 1887, lo Stato mahdista sudanese invase le province del Goggiam e del Begemder come parte della guerra mahdista. Dal 9 al 10 marzo 1889, l'imperatore Giovanni IV incontrò i mahdisti nella battaglia di Gallabat dove vennero sconfitti i Mahdisti, ma Giovanni IV venne ferito a morte e morì il 10 marzo. A causa dell'instabilità della regione a causa delle invasioni mahdiste, gli etiopi non poterono fare nulla per impedire la colonizzazione italiana dell'Eritrea che tolse loro l'accesso al Mar Rosso.
Le prime armi da fuoco arrivarono in Etiopia arrivò durante il regno di Dawit e aiutarono gli etiopi contro l'invasione di Ahmad ibn Ibrihim al-Ghazi. Nel 1828, Ras Sabagardis, il capo della Provincia del Tigrè, inviò il suo servitore inglese a Bombay, in Egitto e in Inghilterra con richieste di armi da fuoco e cento cavalieri leggeri. In India il servo trovò un surplus di otturatori a miccia obsoleti appartenenti alla Compagnia delle Indie orientali e al ministro degli Esteri Henry John Temple. La compagnia approvò il trasferimento di 3.000 micce nel 1831. Nel 1839, Sahle Selassie, il re dello Scioa, importò diversi cannoni e in seguito ricevette dai francesi un mulino per la produzione di polvere da sparo nel 1840.

#### La spedizione britannica

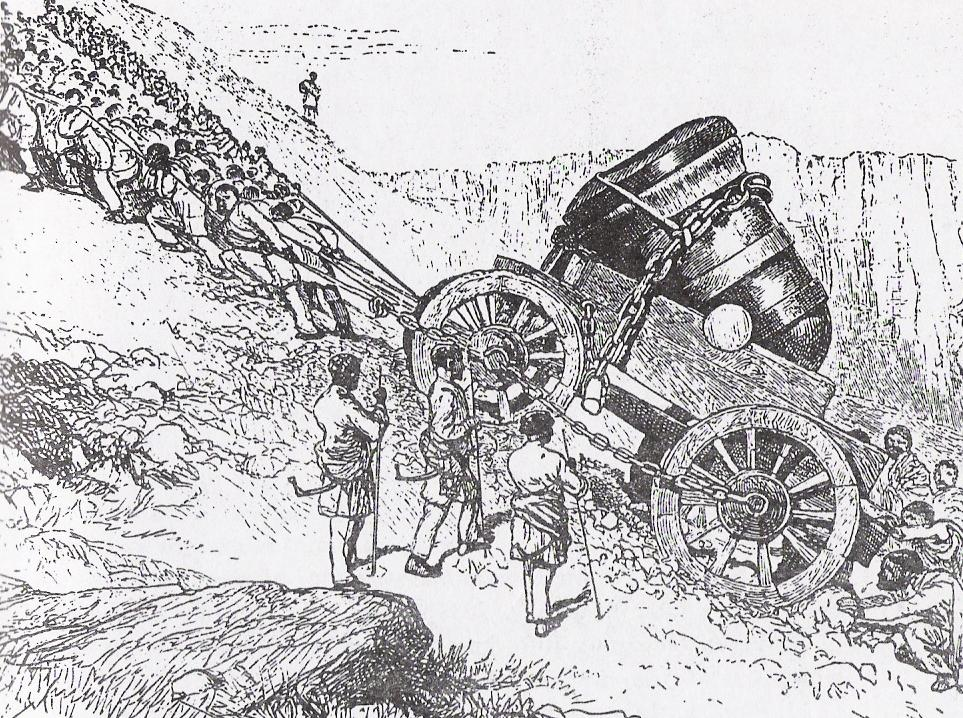
Il mortaio Sebastopoli è stato un primo tentativo di creare armi moderne all'interno dell'Etiopia

Nel 1855, Teodoro II divenne imperatore e aveva l'obiettivo di unificare gli etiopi in uno stato centralizzato per stabilire il paese come potenza regionale. Nel 1856 sconfisse il Negus Haile Melekot, che regnava sulla regione dello Scioa, e iniziò campagne militari contro gli Oromo lungo la costa del Mar Rosso. Durante gli anni 1860, usò i missionari europei per lavorare alla costruzione di strade e di un'arma d'assedio.
Teodoro II centralizzò anche l'esercito, creando un esercito permanente dalla sua pratica storica di arruolare temporaneamente armate regionali per creare un esercito nazionale. Creò anche una gerarchia militare con titoli che andavano verso l'alto da comandanti di dieci, cinquanta, mille e quantità maggiori di soldati. Teodoro II creò anche un arsenale di armi moderne a Magdala con 11.063 fucili, 875 pistole, 481 baionette, 83.563 proiettili, 15 cannoni, 7 mortai e 55 proiettili. Il Sebastopoli, un enorme mortaio creato presso la fonderia di Gafat, era un'arma pregiata, ma quando venne usato contro gli inglesi fece cilecca e non poté essere usato.
Nel 1864, Teodoro II imprigionò il console britannico Charles Duncan Cameron e diversi missionari e ignorò gli ultimatum britannici inviati per ordinarne il rilascio. Gli inglesi gli inviarono un esercito, dotato di moderne forniture militari ed artiglieria, sotto la guida di Robert Napier per liberare Cameron. Il 10 aprile 1868, la fanteria etiope armata di fucili e lance incontrò gli inglesi nella battaglia di Magdala e venne facilmente sconfitta. Teodoro II in seguito si suicidò dopo che i negoziati con gli inglesi erano falliti, ma gli inglesi se ne andarono dopo aver liberato Cameron e i missionari, non avendo alcuna intenzione di conquistare l'Etiopia.

### Modernizzazione

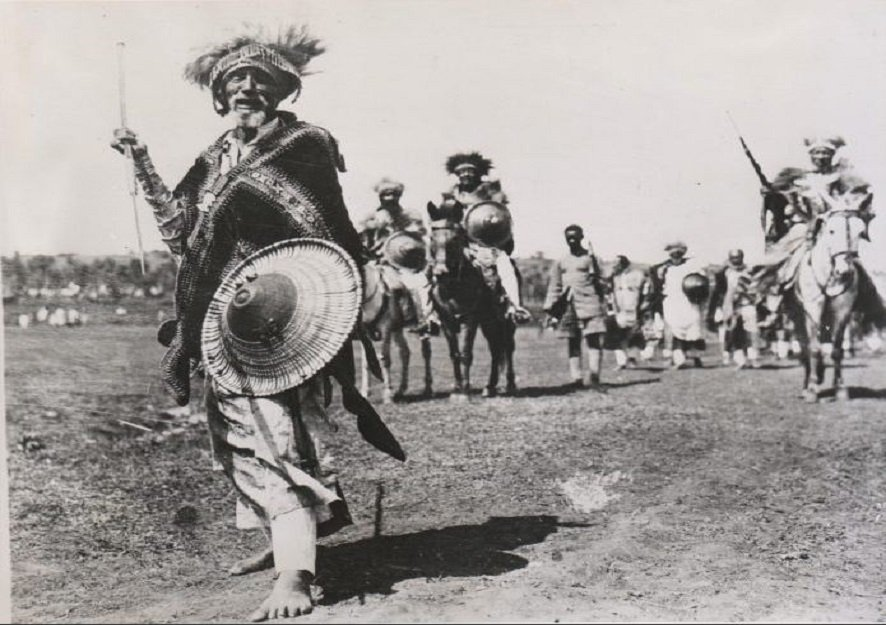
Soldati etiopi nella battaglia di Adua

#### La prima guerra italo-etiope
Durante la seconda metà del XIX secolo le dimensioni dell'esercito campale etiope crebbero drammaticamente. Il più grande esercito formato da Teodoro II durante il suo regno era di 15.000 uomini. Nel 1873, l'imperatore Giovanni IV raccolse un esercito di 32.000 soldati, nel 1876 un esercito di 64.000 soldati e nel 1880 un esercito di 140.000 soldati con 40.000 armati di fucili. Mentre prestava servizio come re dello Scioa, Menelik II raccolse 80.000 soldati nel 1878, sebbene solo 4.000 avessero fucili, ma al momento della prima guerra con gli italiani raccolse un esercito di 150.000 soldati con la maggior parte equipaggiati con armi moderne.
Nel 1879, Alfred Ilg arrivò alla corte di Menelik, cercando un impiego simile a Werner Munzinger che aveva aiutato il chedivè Isma'il Pascià con la modernizzazione del chedivato d'Egitto, e contribuì alla modernizzazione delle infrastrutture e delle forze armate etiopiche. Nel 1887, l'esercito etiope era composto da oltre 145.000 soldati con 88.000 fanti e 57.000 cavalieri. I soldati erano armati con 71.000 armi da fuoco e 28.000 retrocariche.
Il 3 giugno 1884 venne firmato il Trattato di Hewett tra Gran Bretagna, Egitto ed Etiopia che consentiva agli etiopi di occupare parti dell'Eritrea e consentiva alle merci etiopi di entrare e uscire da Massaua in franchigia doganale. Dal punto di vista britannico, era altamente indesiderabile per i francesi sostituire gli egiziani in Eritrea in quanto ciò avrebbe aumentato la quantità di basi navali francesi sul Mar Rosso che avrebbero potuto interferire con la navigazione britannica diretta attraverso il Canale di Suez, ma gli inglesi non volevano l'onere finanziario del governo dell'Eritrea, così cercarono un altro paese per sostituire gli egiziani. Il trattato di Hewett sembrava suggerire che la terra in Eritrea sarebbe stata data agli etiopi mentre gli egiziani si ritiravano. Dopo aver inizialmente incoraggiato l'imperatore Giovanni IV a trasferirsi in Eritrea per sostituire gli egiziani, Londra decise di far trasferire gli italiani in Eritrea. Nella sua storia dell'Etiopia, Augustus Wylde scrisse: "L'Inghilterra si servì del re Giovanni, imperatore Giovanni, finché fu di qualche servizio e poi lo gettò alla tenera misericordia dell'Italia.[...] È uno dei nostri peggiori affari tra i tanti di cui siamo stati colpevoli in Africa,[...] uno dei più vili morsi di tradimento".
Nel 1885, gli italiani conquistarono Massaua e Beilul e nonostante le proteste di Menelik alla regina Vittoria gli italiani rimasero nell'area. Il 20 ottobre 1887, gli italiani e gli etiopi firmarono un trattato di amicizia e alleanza in cui entrambe le nazioni si dichiararono alleate e gli italiani promisero di dare armi agli etiopi e di non annettere più del loro territorio. Il Trattato di Uccialli venne firmato il 2 maggio 1889 e un'altra convenzione si tenne il 1 ottobre 1889. Il Trattato di Uccialli allargò ulteriormente le relazioni diplomatiche tra i paesi, ma nonostante gli italiani riconoscessero Menelik come imperatore d'Etiopia nel trattato il ministero degli Esteri inviò telegrammi ad altri tredici paesi descrivendo l'Etiopia come protettorato italiano l'11 ottobre 1889. Gli etiopi criticarono gli italiani poiché le versioni amarico e italiana del trattato non erano traduzioni corrette.
Il Regno d'Italia tentò di imporre la propria versione del trattato agli etiopi durante la guerra di Abissinia, ma venne sconfitto a causa del supporto militare fornito da russi e francesi attraverso armi e rifornimenti moderni. Nel 1895, Nikolaij Leontiev organizzò la consegna di 5.000.000 di cartucce, 30.000 fucili, 5.000 sciabole e alcuni cannoni dai russi all'esercito etiope. Leontiev in seguito prestò servizio come consigliere militare nella battaglia di Adua e in seguito organizzò il primo battaglione dell'esercito modernizzato dell'esercito etiope nel febbraio 1899.

#### Il primo interludio

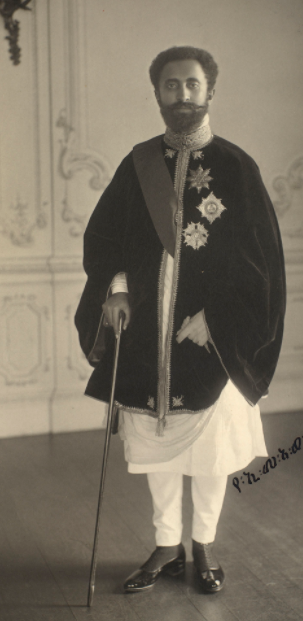
Il principe reggente Hailé Selassié a Londra durante il suo tour in Europa

Nel 1883, i francesi arrivarono nell'odierna Gibuti e stabilirono un protettorato anche se il confine tra la colonia francese e l'Etiopia non sarebbe stato formalizzato fino al 1897.
Il 13 dicembre 1906, gli inglesi, i francesi e gli italiani firmarono un trattato tripartito riguardante le attività economiche in Etiopia e regolarono anche la vendita di armi agli etiopi, che prima ne mancavano, con pattuglie nel Mar Rosso per far rispettare i regolamenti sulle armi. Nel 1920, i francesi tentarono di far revocare l'embargo sulle armi, ma gli italiani e gli inglesi rifiutarono anche se i francesi avrebbero contrabbandato armi obsolete attraverso la Somalia francese..
Nel 1911, circa 60.000 stand di armi e 6.000.000 di cartucce prese dai giapponesi da Port Arthur durante la guerra russo-giapponese vennero venduti all'Etiopia.
Nel 1905, gli etiopi firmarono un trattato sulle armi con l'Impero tedesco e l'Austria-Ungheria. Il 27 luglio 1914 gli etiopi e gli austro-ungarici stipularono un accordo e pagarono il trasferimento di 120 cannoni dagli austriaci agli etiopi. Tuttavia, il giorno seguente gli austro-ungarici dichiararono guerra alla Serbia iniziando la prima guerra mondiale e impedendo il trasferimento completo dei cannoni.

#### La prima guerra mondiale
Durante la prima guerra mondiale l'Impero etiope rimase neutrale, ma tentò di schierarsi con le Potenze dell'Intesa che vennero fermate dagli italiani. Il Kaiser Guglielmo II tentò di convincere gli etiopi ad unirsi alle Potenze Centrali. Leo Frobenius e Salomon Hall vennero inviati nel tentativo di entrare in Etiopia, ma vennero arrestati nell'Eritrea italiana. Frederick Wilhelm von Syburg, l'ambasciatore tedesco in Etiopia, tentò di convincere gli etiopi a unirsi alla guerra attraverso la promessa di accesso al Mar Rosso, ma senza successo.
Nel 1915, l'Enderase Hailé Selassié si offrì di dare all'Intesa 200.000 soldati per aiutare nella difesa dell'Egitto o per partecipare al teatro mediorientale contro l'Impero ottomano. All'epoca l'esercito etiope era in possesso di 800.000-1.000.000 di fucili prodotti in Germania e Belgio dopo il 1911. Nel 1918, il primo ministro francese Georges Clemenceau chiese al primo ministro italiano Vittorio Emanuele Orlando per conto di Selassié l'accettazione di 2.000 soldati etiopi per combattere nella guerra, ma Orlando respinse l'offerta. Dopo la rivoluzione russa e il crollo dell'Impero russo, gli ex ufficiali dell'Esercito imperiale russo vennero in Etiopia per addestrare gli etiopi.

#### Il secondo interludio
Nel 1917, Selassié istituì le Guardie mitragliatrici sotto la guida di Gäbrä Yohannes Woldä Mädhen, che aveva prestato servizio nell'esercito britannico in Kenya come sottufficiale. Nel 1919, i veterani della Campagna dell'Africa Orientale della prima guerra mondiale vennero assegnati a servire nell'unità. Nel 1924, l'unità ricevette grandi uniformi dopo il tour di Selassie in tutta Europa e l'unità venne riorganizzata come Guardia imperiale nel 1928, con 5.000 guardie.
Durante gli anni '20 Selassié inviò ufficiali militari a Saint-Cyr per essere addestrati dai francesi e fece addestrare i membri della sua Guardia imperiale da ufficiali militari belgi. Durante il periodo interbellico la maggior parte del mondo avviò progetti di disarmo, ma non l'Etiopia e ad un certo punto essa deteneva il quarto esercito più grande del mondo con oltre 500.000 soldati dietro l'Unione Sovietica, la Cina e la Francia.
Nel novembre 1922, Hailé Selassié assistette a uno spettacolo aereo della Royal Air Force britannica nella Provincia di Aden. Dopo aver visto lo spettacolo, Selassié tentò di creare una forza aerea e il 18 agosto 1929 un Potez 25-A2 venne consegnato ad Addis Abeba e uno Junkers W 33c venne consegnato il 5 settembre.
Nel 1928, circa 2.000 uomini tedeschi e austriaci disoccupati si recarono in Etiopia sotto la guida di Herr Wodosch con la promessa di ricevere tre acri di terra e una mucca dopo essersi arruolati nell'esercito etiope.
Nel 1931, l'imperatore Selassie chiese ai giapponesi di accettare una delegazione ambasciatrice straordinaria da inviare in Giappone. La delegazione, composta da Teferi Gebre Mariam, Araya Abeba e Daba Birrou, lasciò Addis Abeba il 30 settembre 1931 con un diplomatico giapponese e lasciò Gibuti il 5 ottobre per salpare per il Giappone. La delegazione visitò il Giappone per ispezionare l'esercito giapponese e per scoprire come l'Etiopia avrebbe potuto modernizzare il suo paese in un modo simile ai giapponesi. La delegazione etiope lasciò il Giappone il 28 dicembre e arrivò ad Addis Abeba il 29 gennaio 1932.

#### La seconda guerra italo-etiope

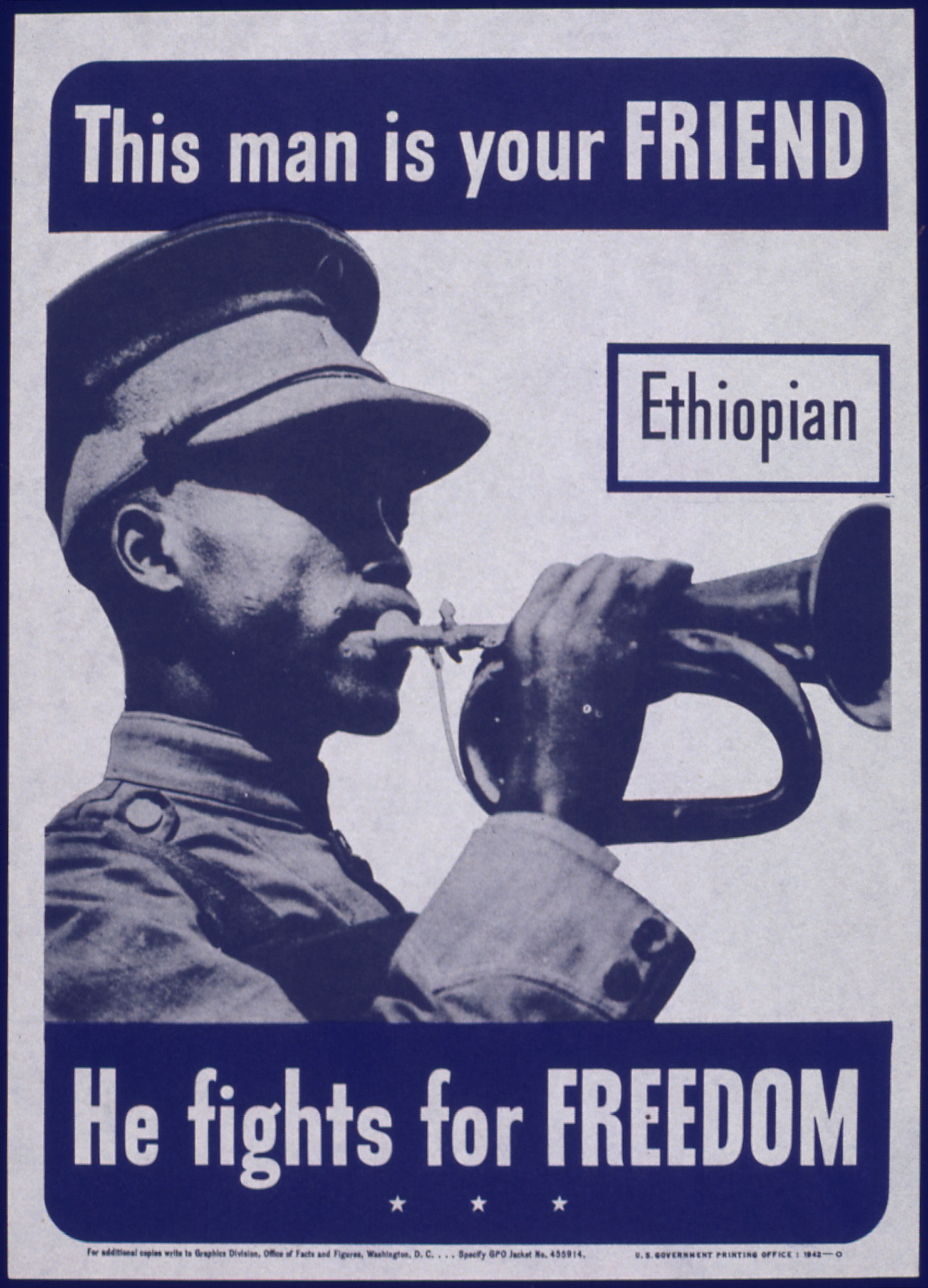
Poster di propaganda americana durante la seconda guerra mondiale

Il 5 dicembre 1934, a Ual Ual si verificò una schermaglia di confine tra etiopi e italiani, dove vennero uccisi 107 etiopi e 21 italiani. Gli etiopi hanno chiesto agli Stati Uniti di applicare il Patto Briand-Kellogg contro gli italiani, ma essi rifiutarono.
L'esercito etiope era in possesso di armi di fanteria obsolete, 10-11 milioni di cartucce di fucile, quattro carri armati e tredici aerei contro il più numeroso e tecnologicamente avanzato Regio Esercito e l'aeronautica militare. L'esercito era composto da 40.000 soldati regolari e 500.000 soldati irregolari, tutti con attrezzature scadenti, con il nucleo dell'esercito costituito dalle 7.000 guardie reali addestrate da ufficiali belgi. I regolamenti sulle armi e l'embargo che erano stati applicati all'Etiopia dal 1906 avevano danneggiato gli etiopi con il loro esercito privo di munizioni e rifornimenti. Vennero effettuati ordini per aerei da Cecoslovacchia, Svizzera e Germania, ma non vennero consegnati prima dell'inizio della guerra.
Poco prima dell'inizio della guerra, ufficiali militari dal Belgio e dalla Svezia vennero in aiuto nell'addestramento dell'esercito etiope. Il maggior generale svedese Eric Virgin aiutò ad addestrare la fanteria e l'artiglieria etiopi fino a quando non venne rimandato in Svezia il 1 ottobre 1935, due giorni prima dell'invasione italiana. Nel gennaio 1935, venne creata una moderna scuola militare a Holeta Genet con l'assistenza degli svedesi con l'intenzione di addestrare ufficiali militari nelle moderne tecniche militari per un arco di sedici mesi di lezioni, ma la prima classe non fu in grado di diplomarsi prima dell'invasione italiana. La Germania nazista diede supporto materiale agli etiopi con 16.000 fucili, 600 mitragliatrici, 3 aeroplani e 10 milioni di proiettili poiché il Führer Adolf Hitler voleva che gli italiani fossero indeboliti prima di tentare l'Anschluss con lo Stato federale d'Austria.
Cinquanta mercenari stranieri si unirono alle forze etiopi, tra cui il pilota di Trinidad Hubert Julian, una missione militare svedese ufficiale sotto il capitano Viking Tamm, il russo bianco Feodor Konovalov e lo scrittore cecoslovacco Adolf Parlesak. Anche diversi nazisti austriaci, una squadra di fascisti belgi e il mercenario cubano Alejandro del Valle combatterono per Haile Selassie. Molti di questi ufficiali e volontari erano consiglieri militari, piloti, medici o sostenitori della causa etiope. Cinquanta mercenari combatterono nell'esercito etiope e altre cinquanta persone erano attive nella Croce Rossa etiope o in attività non militari. Gli italiani in seguito attribuirono la maggior parte del relativo successo ottenuto dagli etiopi agli stranieri o ferenghi e la macchina della propaganda italiana ingrandì il numero a migliaia, per spiegare l'Offensiva di Natale etiope della fine del 1935.
Il 3 ottobre 1935, 100.000 soldati del Regio Esercito comandati dal maresciallo Emilio De Bono attaccarono dall'Eritrea senza previa dichiarazione di guerra. Gli italiani usarono armi chimiche, in violazione del Protocollo di Ginevra del 1925, efficacemente contro l'esercito etiope, la cui uniforme consisteva in abiti leggeri del deserto e per lo più soldati scalzi. Le armi chimiche vennero usate in più battaglie e contro tredici città dal 22 dicembre 1935 al 7 aprile 1936. Nel 1936 Addis Abeba fu presa dagli italiani e l'ultima battaglia tra italiani ed etiopi avvenne il 19 febbraio 1937. Poco prima della caduta di Addis Abeba agli italiani Hailé Selassié era fuggito dall'Etiopia a bordo dell'incrociatore leggero britannico HMS Enterprise (D52).
In un memorandum sottoposto alla conferenza di pace di Parigi nel 1946, il governo etiope dichiarò che 275.000 soldati erano stati uccisi in azione, 78.500 erano stati uccisi nelle ostilità durante l'occupazione dal 1936 al 1941, 17.800 donne e bambini uccisi dai bombardamenti italiani, 30.000 persone vennero uccise nella strage per rappresaglia ad Addis Abeba a metà febbraio 1937, 35.000 morirono nei campi di concentramento, 24.000 vennero uccise in obbedienza agli ordini dei tribunali sommari, 30.000 morirono dopo che i loro villaggi vennero distrutti, per un totale di 760.300 morti tra civili e militari a causa della guerra e dell'occupazione italiana.
Oltre ai crimini di guerra italiani in violazione del Protocollo di Ginevra e ai massacri di civili gli etiopi s'impegnarono in crimini di guerra. Alcuni soldati italiani ed Ascari eritrei catturati vennero castrati come da tradizione militare etiope. L'esercito etiope utilizzò anche proiettili ad espansione che erano stati proibiti dalla Convenzione dell'Aia del 1899.

#### Il secondo dopoguerra
Il 20 gennaio 1941, Selassié entrò nel Goggiam tornando in Etiopia dopo cinque anni di esilio. Il 5 maggio 1941, Selassié entrò ad Addis Abeba e i restanti soldati italiani nel paese si arresero nel gennaio 1942.
Dopo la liberazione dell'Etiopia nel 1941, Selassié iniziò una campagna per trasformare il paese in uno stato monarchico più centralizzato e la modernizzazione delle forze armate del paese con l'abolizione dell'antica gerarchia militare. Nel 1942 venne firmato un trattato militare tra l'Etiopia e la Gran Bretagna in cui gli inglesi avrebbero fornito missioni militari per assistere nell'addestramento e nell'organizzazione di un esercito etiope che sarebbe stato efficace nel ristabilire l'ordine e per gli inglesi di esercitare il controllo sulle principali città del paese e di sorvegliare la capitale. Selassié organizzò anche un esercito territoriale che sarebbe servito a sconfiggere le organizzazioni di guerriglia in tutto il paese, ma l'esercito non avanzò mai oltre le aree di polizia locali.
La Missione militare britannica in Etiopia (BMME) sotto la guida del generale Stephen Butler aiutò nell'addestramento e nel riarmo degli etiopi. Nel 1942, l'esercito etiope riorganizzato era in possesso di 250 cavalli, 2.100 muli, due batterie di artiglieria, un reggimento di autoblindo di 205 soldati e 148 ufficiali vennero addestrati con metodi simili a quelli del Royal Military College. Nel 1958, l'esercito era in possesso di fucili britannici, cecoslovacchi, italiani e americani, 500 carabine, 590 mitragliatrici, 432 mortai, 20 vecchi carri armati leggeri cecoslovacchi e 5 M24 Chaffee, 28 autoblindo, 90 artiglieria da campo, 12 vecchie armi anticarro e 120 mortai pesanti. La Guardia imperiale aveva 3.100 soldati distribuiti su sette battaglioni nel 1946 e avrebbe continuato a essere l'obiettivo principale dell'esercito etiope fino al tentativo di colpo di stato dell'organizzazione contro Selassié nel 1960.
Dopo che le armate italiane vennero sconfitte nel Nordafrica e nell'Africa orientale, gli inglesi iniziarono a vendere le armi italiane catturate agli etiopi, ma a prezzi elevati con conseguente limitazione dell'eserci nei suoi acquisti alle armi di piccolo calibro. Nel 1944, gli etiopi respinsero la vendita di armi dagli inglesi a causa dell'aumento dei prezzi e iniziarono ad acquistare forniture militari dagli americani, sebbene gli Stati Uniti potessero vendere solo una frazione delle forniture richieste. Nel 1947, la vendita di 10.000 fucili obsoleti venne facilmente approvata dal War Office britannico poiché oltre 290.000 tonnellate erano immagazzinate in Egitto. Dopo la firma dell'accordo di difesa reciproca etiope-americano nel 1953, gli Stati Uniti inviarono in Etiopia armi leggere, artiglieria da campo e veicoli militari per un valore di 3.800.000 dollari.
Il budget per la difesa e la sicurezza interna è stato ampliato del quaranta per cento. L'aeronautica era addestrata da ufficiali svedesi, una piccola marina costiera era organizzata sotto la supervisione di ufficiali della marina norvegese, consiglieri israeliani addestravano paracadutisti, ufficiali indiani facevano parte di una scuola militare ad Harer e ufficiali dell'esercito etiope furono inviati a frequentare le scuole nel Stati Uniti, Gran Bretagna e Jugoslavia.
Dal 1953 al 1970, gli Stati Uniti diedero all'Etiopia $ 147 milioni in aiuti militari e furono la principale ricezione di tutti gli aiuti militari americani all'Africa. Nel 1960, gli Stati Uniti strinsero un accordo segreto con gli etiopi per aiutare ad addestrare ed equipaggiare un esercito di 40.000 soldati per combattere contro la Repubblica somala e i ribelli nell'Eritrea. Agli Stati Uniti venne assegnata la stazione di Kagnew nel 1953, dove più di 3.000 americani vennero successivamente inviati come personale della base per le comunicazioni navali e per i sistemi satellitari. Un'indagine del Senato degli Stati Uniti nel 1970 scoprì gli accordi militari tra l'Etiopia e gli Stati Uniti. Tuttavia, nel 1973, gli etiopi non vennero più considerati prioritari dagli Stati Uniti, che diminuirono il loro aiuto militare e la loro presenza nelle basi militari in tutto il paese.
Il 13 dicembre 1960, la Guardia imperiale tentò un colpo di stato mentre Selassié era fuori dal paese. Il principe Amhà Selassié e venti ministri del governo vennero catturati dai golpisti, ma l'esercito principale rimase fedele all'imperatore. Quando Selassié tornò ad Addis Abeba il 17 dicembre, l'esercito sconfisse il colpo di stato.
Dopo il colpo di stato del 1960 da parte della Guardia imperiale e con la minaccia di una Somalia indipendente, l'esercito venne ampliato a oltre 28.000 soldati nel 1962 e oltre 30.000 l'anno successivo. Nel 1966, l'esercito era stato ampliato a oltre 38.000 soldati e nel 1968 era stato avviato un piano quinquennale per espandere ulteriormente l'esercito a oltre 46.000 soldati.

#### Attività militare (1950-1974)

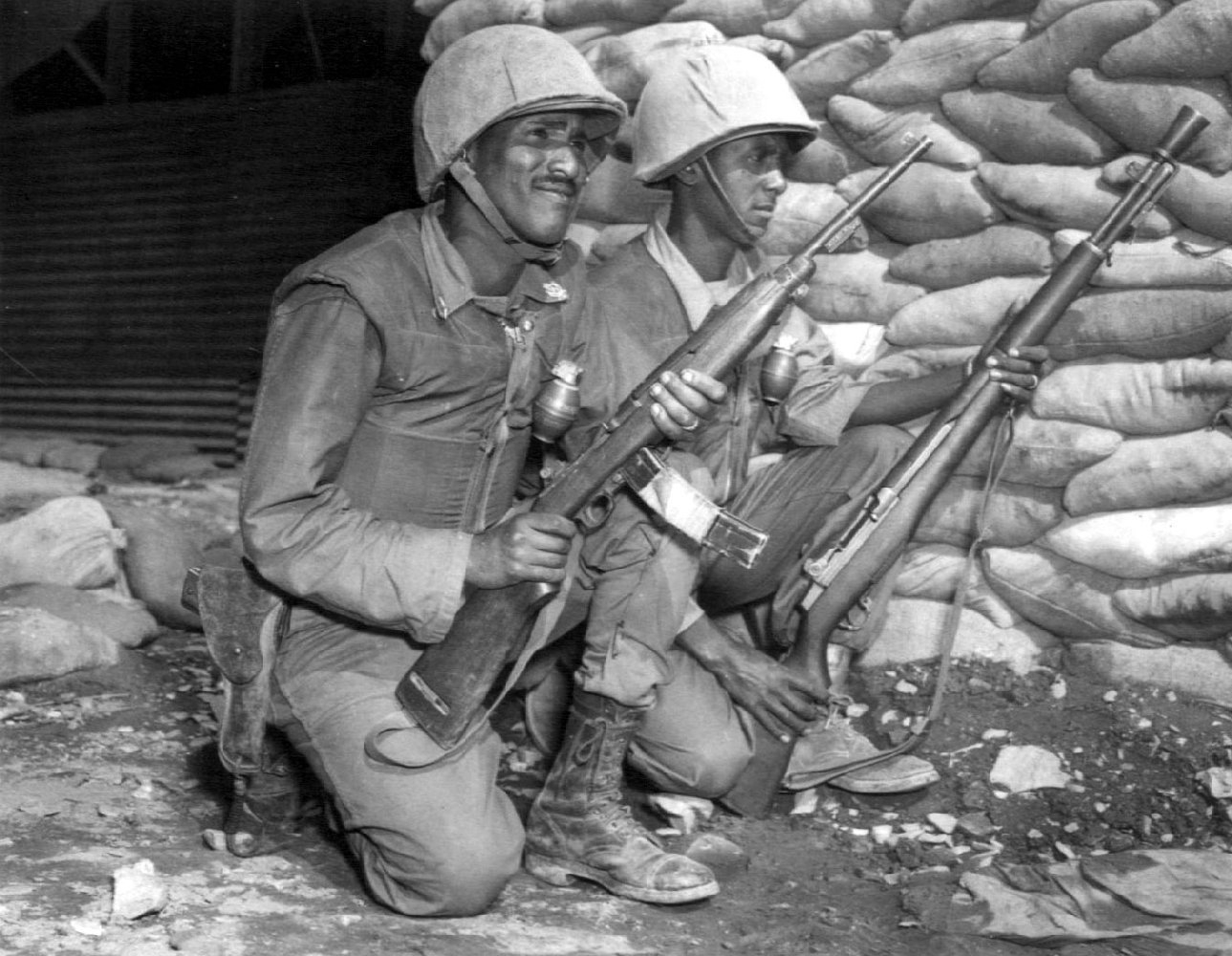
Soldati etiopi del Battaglione Kagnew durante la guerra di Corea

Nel 1941, gli inglesi occuparono l'Africa Orientale Italiana e posero l'Eritrea sotto amministrazione militare britannica. Nel 1947 venne ratificato il trattato che dichiarava ufficialmente la pace tra l'Italia e gli Alleati. Includeva una clausola che affermava che se gli Alleati non fossero stati in grado di trovare una soluzione su cosa fare con le ex colonie italiane entro un anno, la questione sarebbe stata portata all'Assemblea Generale delle Nazioni Unite. Il 15 settembre 1948 gli Alleati portarono all'Assemblea Generale le sorti delle tre colonie italiane in Somalia, Libia ed Eritrea e il 21 novembre 1949 venne deciso che l'Eritrea sarebbe stata ceduta all'Etiopia. Il 15 settembre 1952, le Nazioni Unite votarono quarantasei voti contro dieci, con quattro astenuti, a favore di una federazione tra Etiopia ed Eritrea. Nel 1955 venne costituita la Marina imperiale etiope poiché il paese ora aveva accesso al Mar Rosso attraverso l'Eritrea.
Il 25 giugno 1950, la Corea del Nord invase la Corea del Sud dando inizio alla guerra di Corea. Nel 1951 vennero inviati tre battaglioni di soldati etiopi, sotto la guida dei tenenti colonnelli Täshomä Ergtäu, Asfaw Andargé e Woldä Yohannes Sheta, per aiutare i sudcoreani. Dopo l'armistizio vennero inviati altri due battaglioni. Nel 1960, vennero inviati quattro battaglioni per unirsi alle forze delle Nazioni Unite durante la crisi del Congo, ma non videro alcuna azione.
La partecipazione dell'Etiopia agli sforzi di mantenimento della pace terminò negli anni '60, poiché l'esercito dovette concentrarsi sulle rivolte eritree e sulle schermaglie al confine somalo.

#### Il Derg
Nel febbraio 1974, i militari rovesciarono il governo del primo ministro Aklilu Habte-Wold. Ad aprile, l'esercito arrestò venticinque funzionari con l'accusa di corruzione e tentò di detenere altri cinquanta funzionari. Il 28 giugno 1974 venne formato il Derg, un comitato di ufficiali militari di basso grado e soldati di truppa. Lo stesso giorno l'esercito arrestò altri funzionari che erano stati membri del precedente governo per aver tentato di impedire i tentativi di riforma del primo ministro Endelkachew Makonnen. La leadership dell'esercito dichiarò di non avere intenzione di rovesciare né l'imperatore Selassie né il primo ministro Makonnen. Tuttavia, il 22 luglio, Makonnen venne arrestato per ordine dei militari.
Il 12 settembre 1974, il Derg depose l'imperatore Haile Selassie, ponendo fine alla monarchia che era stata istituita nel 1270. L'esercito dell'Impero d'Etiopia venne riorganizzato nell'esercito del Governo militare provvisorio dell'Etiopia socialista e successivamente in quello della Repubblica Popolare Democratica d'Etiopia. Dopo il crollo della dittatura comunista, l'esercito venne riorganizzato nuovamente nella Forza di difesa nazionale etiope; la marina venne infine sciolta nel 1996.